# Sieszczinskaja
Sieszczinskaja (ros. Сещинская) – stacja kolejowa w miejscowości Sieszcza, w rejonie dubrowskim, w obwodzie briańskim, w Rosji. Położona jest na linii Briańsk – Smoleńsk.

## Historia
Stacja powstała w czasach carskich na drodze żelaznej orłowsko-witebskiej, pomiędzy stacjami Dubrowka i Prigorje.